# Кавидоле (Модена)
Кавидоле је насеље у Италији у округу Модена, региону Емилија-Ромања.
Према процени из 2011. у насељу је живело 164 становника. Насеље се налази на надморској висини од 55 м.